# Жестокое море
«Жестокое море» (англ. The Cruel Sea) — чёрно-белый художественный фильм 1953 года о боевых действиях в Атлантике и на Средиземном море во время Второй мировой войны, снятый британским режиссёром Чарльзом Френдом на основе одноимённого романа Николаса Монсаррата. Удостоен нескольких номинаций BAFTA и «Оскара». Включён Британским институтом кино в список 100 лучших британских фильмов двадцатого века.

## Сюжет
В фильме изображены бои в Атлантике между английским Королевским флотом и немецкими подводными лодками с точки зрения британских моряков и их общая борьба с непредсказуемым нравом природы.
Закадровый голос главного героя, капитан-лейтенанта Джорджа Эриксона, говорит: «Это история битвы за Атлантику, история океана, двух кораблей и горстки людей. Мужчины — герои; героини — корабли (Прим. В отличие от русских норм, где военный корабль традиционно мужского рода, а торговое судно среднего, английские моряки все корабли называют в женском роде). Единственный злодей - это море, жестокое море, которое человек сделал ещё более жестоким...»
В конце 1939 года, когда началась война, офицер-резервист Добровольческих сил Королевского флота (Royal Naval Reserve) капитан торгового флота Джорж Эриксон был мобилизован в Королевские ВМС и принял командование недавно построенным 925-тонным мобилизационным корветом «Роза ветров» (HMS «Compass Rose») «цветочной серии», типа «Гладиолус», предназначенным для противолодочной обороны конвоев. Его младшие лейтенанты Локхарт и Ферраби недавно призваны и не имеют никакого опыта плавания, кроме поездки на пароме во Францию в качестве пассажиров. Старпом Джеймс Беннетт, несмотря на свою тоже гражданскую профессию продавца подержанных машин, дорвавшись до власти, начинает вести себя как солдафон и самодур.
Несмотря на это, команда постепенно набирается опыта и становится эффективной боевой единицей. Поначалу их злейший враг — погода, поскольку немецким подводным лодкам не хватает радиуса действия, чтобы атаковать суда далеко в Атлантике. Первый выход в море совпадает во времени с эвакуацией британских сил из Дюнкерка. С падением Франции французские порты становятся доступными для немцев, и подлодки уже могут атаковать конвои в любой точке Атлантического океана, что делает штормовую погоду главным спасением конвоев. Германия — союзник Италии, плюс испанский диктатор Франко позволяет подводным лодкам стран Оси использовать испанские порты. 
Старшего лейтенанта высаживают на берег из-за болезни, младшие офицеры набираются опыта, и корабль много раз пересекает Атлантику, сопровождая конвои, часто в суровую погоду. Моряки становятся свидетелями трагической гибели многих торговых судов, которые им поручено защищать.  
Ключевая сцена включает в себя решение капитана Эриксона провести атаку обнаруженной немецкой подводной лодки глубинными бомбами, несмотря на то, что взрыв убьёт плавающих в воде британских матросов с ранее торпедированного немцами британского транспорта. Эриксон столкнулся с ужасным выбором: либо поступить по суворовскому принципу «сам погибай, а товарища выручай», прекратить атаку и спасти тонущих моряков, либо сбросить глубинные бомбы прямо на людей и, возможно, поразить при этом немецкую подлодку. Капитан выбирает второе. Весь экипаж шокирован, наблюдая, как бомбы, сброшенные Эриксоном, на их глазах убивают их боевых товарищей. Один из матросов кричит Эриксону: «Убийца!» Переживая произошедшее, Эриксон напивается в своей каюте, к нему в пьяном бреду приходят призраки убитых им британских моряков и с укором «благодарят» Эриксона за то, что он сделал. 
После почти трех лет службы, включая потопление одной подводной лодки, «Роза ветров» сама торпедирована германской субмариной, а её команда вынуждена покинуть корабль. Большая часть экипажа гибнет. Капитан Эриксон спасается вместе со своим старшим помощником Локкартом и с немногочисленной командой (включая Ферраби). Их подбирают на следующий день.
Эриксон вместе с Локкартом принимает командование новым корветом типа «Castle» (HMS Saltash Castle). Когда Эриксон возглавляет группу сопровождения противолодочных кораблей, они продолжают монотонную работу по сопровождению конвоев. В конце войны, во время службы в арктических конвоях, они упорно преследуют и топят другую подводную лодку, помеченную как U-53. 
По окончании войны корабль возвращается в порт, эскортируя несколько трофейных немецких подводных лодок.

## Отзывы кинокритики
«Фильм пытается лишить морскую войну авантюрного очарования. Он показывает её как однообразную смесь страха и дисциплины. Он убеждает объективностью и элегантностью повествования». — Lexikon des internationalen Films
«Жёсткий и чрезвычайно реалистично снятый британский фильм о войне, который не хочет кинонаград, но хочет подчеркнуть аутентичность показанных событий. Основанный на воспоминаниях британского военно-морского офицера, фильм пытается дать правдивую картину войны на море, не впадая в романтическое настроение морских приключений ... » — Cinema  
Зачастую фильм сравнивают с немецким фильмом «Das Boot», снятым Вольфгангом Петерсеном по роману Лотара-Гюнтера Буххайма и показывающим эти же события с другой стороны — глазами германских подводников.

## Съёмки
В ролях:
- Джек Хокинс — лейтенант-коммандер (позже коммандер) Джордж Эриксон, доброволец RNR
- Денхолм Эллиотт — суб-лейтенант Джон Морелл[2], RNVR
- Дональд Синден — суб-лейтенант Кит Локхарт
- Вирджиния Маккенна — Джули Халлам[3]
- Мойра Листер — Элейн Морелл
- Джун Торбёрн — Дорис
- Стэнли Бейкер — лейтенант Джеймс Беннет

Автор повести, по которой снят фильм, Н. Монсаррат, всю войну служил на корветах и других небольших кораблях Королевского флота. Исполнитель главной роли Джек Хоукинс, актеры Денхольм Эллиот и другие тоже воевали. Ставший после войны артистом Джон Уорнер, сыгравший в фильме роль младшего лейтенанта Бейкера, например, сопровождал северные конвои в СССР в качестве лейтенанта на тральщике «Гремучая змея».
Фильм был снят в Плимутской морской верфи и в Ла-Манше. Сцены кораблекрушения, показывающие моряков в воде, были сняты в открытом бассейне на студии Denham Studios. Остальные работы были сняты в студии Ealing. Краткие сцены, показывающие, как старшина Толлоу возвращается домой в отпуск, были сняты в Лондоне. 

Дональд Синден (играющий Локхарта) в реальной жизни страдал от отрицательной плавучести, что означало, что он не мог плавать в воде, как большинство людей, и было обнаружено только во время съёмок сцены тонущего корабля. Его коллега по фильму Джек Хокинс (играющий Эриксона) спас его от гибели:  
Эвакуация корабля была первой сценой, снятой в резервуаре размером около акра и глубиной 10 футов, в котором находились две гигантские волновые машины и пропеллер самолета, на который был направлен пожарный шланг, чтобы создать брызги. Вся команда должна была перепрыгнуть через борт. Ночь была холодной, и съемочная группа дрожала, пока мы ждали, когда «море» станет достаточно бурным. Я побежал в сторону, взобрался и во время прыжка согнул колени, ожидая приземлиться примерно в трёх футах. ... Все остальные благополучно добрались до края бассейна, и, слава Богу, Джек услышал, как кто-то спросил: «Где Дональд?» Он снова нырнул и как раз вовремя вытащил меня. Выяснилось, что режиссёр подумал, что я шутил, когда сказал, что не умею плавать! Но нам пришлось повторить это ещё пять раз, и теперь я уже в другом положении. Для другого кадра ведущие персонажи должны были проплыть мимо камеры крупным планом. Джек Хокинс проплыл мимо, затем длинный промежуток, а затем Денхольм Эллиотт ... «Дональд, мы не видели тебя, давай сделаем это ещё раз», — сказал директор Джек Денхольм ... Я, конечно, проплывал мимо, но, как заметил оператор Чик Уотерсон, — под водой. Единственным способом показать меня крупным планом проплывающим для Фрэнки Ховарда (каскадёра) было сделать глубокий вдох и плыть брассом под водой, а я лежал на его спине, имитируя плавание. Если вы посмотрите внимательно, вы увидите: по сравнению с другими я полностью над водой! 

Дональд Синден, мемуары 
В своей второй автобиографии Дональд Синден писал: «Монтажёр Питер Таннер показал мне отрывок фильма, в котором «Роза ветров» шла слева направо по экрану, возвращаясь в Ливерпуль. Но зная, где находится Ливерпуль, легко обнаружить, что корабль идёт обратным курсом. Я спросил его об этом, и он сказал: «Глаз зрителя воспринимает всё, что движется слева направо, как уход из дома, а всё, что идёт справа налево, как возвращение домой. Я просто переверну этот фрагмент плёнки, и корабль будет идти в нужном направлении» (Дональд Синден, "Смех во втором акте").